# Salla
Salla è un comune della Finlandia di 3336 abitanti situato nella regione della Lapponia. 

## Storia
Situata nell'area orientale della Lapponia, Salla si ritrovò ad essere una delicatissima zona di confine negli anni della Seconda guerra mondiale. Infatti, le prime fasi dell'invasione da parte dell'Armata Rossa coinvolsero anche le aree vicino Salla, dove si svolse una battaglia durata quattro mesi e vinta dalle truppe finlandesi, ma questo non bastò ad evitare che alcune porzioni del comune fossero poi cedute all'Unione Sovietica dopo la guerra. La parte ceduta è talvolta chiamata Vanha Salla, cioè "Salla vecchia". Durante la Guerra di continuazione il centro storico di Salla si trovò sul lato sovietico del confine, divenendo l'epicentro dell'Operazione Volpe artica, durante la quale una coalizione finnico-tedesca tentò di riappropriarsi del villaggio con la forza. Al termine del conflitto mondiale il villaggio tornò in territorio finlandese.
Nel gennaio 2021 il comune di Salla guadagnò una fugace fama internazionale annunciando con un video la propria candidatura per i Giochi della XXXV Olimpiade, previsti per l'estate del 2032. L'annuncio però si rivelò subito essere una provocazione, dal momento che la località sorge in un'area caratterizzata da clima subartico, con estati molto brevi e inadatte a questo tipo di manifestazione sportiva. Difatti, la provocazione era in realtà mirata a sensibilizzare l'opinione pubblica sul tema dei cambiamenti climatici e sugli impatti profondamente negativi che tali cambiamenti potrebbero avere in un futuro prossimo su Salla e le aree circostanti.